# Сингх, Сардар Хукам
Сардар Хукам Сингх (англ. Hukam Singh, хинди सरदार हुकम सिंह; 30 августа 1895, Монтгомери, Пенджаб, Британская Индия — 27 мая 1983) — индийский государственный деятель, спикер Лок сабхи (1962—1967).

## Биография
Его отец занимался бизнесом. В 1917 г. он окончил Хальса-колледж в Амритсаре. По окончании юридического колледжа в Лахоре ему была присуждена степень в области права, после чего он открыл адвокатскую практику в Монтгомери.
Участвовал в движении сикхской Гурдвары против британского политического влияния. После того как в 1923 г. руководители «Верховного Комитета Широмани Гудвара» (Комитета Верховного управления Гурдвары) были объявлены вне закона и затем арестованы, участвовал в формировании аналогичной организации с тем же названием. В этом качестве в январе 1924 г. он был арестован и приговорен к двум годам тюремного заключения. Впоследствии он был вновь избран членом Комитета Верховного управления Гурдвары и переизбирался на протяжении многих лет. Он также принимал участие в демонстрациях против британской конституционной «Комиссии Саймона» (1928), был ранен и арестован во время полицейского рейда во время проведения шествия на улицах Монтгомери.
Город Монтгомери, так же как и район, в который он входил попал в результате реформ в состав преимущественно мусульманского региона штата Пенджаб, а сикхи и индусы столкнулись с серьезной угрозой для своей жизни со стороны мусульманских фундаменталистов, особенно во время беспорядков, которые вспыхнули после объявления решения о разделе Индии и создании Пакистана в августе 1947 г. Большинство индусов и сикхов района, включая семью Хукама Сингха, укрылись в окруженном стеной здании Гурдвара Шри Гуру Сингха Сабха, президентом которого он являлся. С риском для жизни он вышел в город, участвуя в эвакуации жителей, похоронах убитых и доставке раненых в больницу, В ночь с 19 на 20 августа 1947 г. он был сам вывезен британским офицером пограничной службы на армейскую базу в индийский город Фирозпур. Примерно через десять дней удалось эвакуировать и семью политика. В Индии он был назначен на должность судьи Высокого суда Капуртхалы.
Вышел в политическую жизнь Индии за счет активного участия в работе индийской политической партии сикхских конфессионалистов Акали дал, президентом которой он был в течение трех лет. Избирался членом и президентом Сингх Сабхи города Монтгомери. В апреле 1948 г. был избран в состав Учредительного собрания Индии. Входил в состав Временного парламента Индии (1950—1952). Последовательно боролся за защиту прав меньшинств и, не получив защиты сикхов как религиозного меньшинства, отказался поставить свою подпись под текстом новой конституции страны. В марте 1956 г. политик единогласно был избран на пост заместителя спикера Лок сабхи, хотя и представлял оппозицию. Входил в состав Национального демократического фронта, основанного Шьямой Прасадом Мукерджи и избирался его президентом. Позже он перешел в партию Индийский национальный конгресс (ИНК) и как ее представитель в 1962 г. был избран спикером Лок сабхи. В этот период нижняя палата индийского парламента впервые рассматривала вопрос о вынесении вотума недоверия правительству.
В качестве спикера возглавлял индийские парламентские делегации на парламентских конференциях Содружества в Лагосе (Нигерия) в октябре-ноябре 1962 г. и в Куала-Лумпуре (Малайзия) в ноябре 1963 г. Он также возглавлял индийские парламентские делегации по визитам доброй воли в СССР и Монголию в сентябре-октябре 1962 г., в Великобританию и Западную Германию в октябре 1964 г. и на Филиппины в мае 1965 г. По приглашению правительства Соединенных Штатов Америки Хукам Сингх также возглавлял парламентскую делегацию в США в июне 1963 г.
В 1967—1972 гг. — губернатор штата Раджастхан.
В 1973 г. возглавил юбилейный комитет по случаю 100-летия образования Сингх сабхи. В этой роли он участвовал в турне по Северной Америке и Европе, совершая поездку по новообретенной области сикхизма в Западном полушарии.
Будучи последовательным сторонником сикхизма, в 1951 г. в Дели основал английский еженедельник и долгое время служил его редактором. Он также является автором двух книг на английском языке под названием «Сикхский вопрос» и «Проблема сикхов». Также выступил автором монографий «Россия, как я её видел» и «Россия сегодня».